# (8936) Gianni
(8936) Gianni est un astéroïde de la ceinture principale.

## Description
(8936) Gianni est un astéroïde de la ceinture principale. Il fut découvert le 14 janvier 1997 à Farra d'Isonzo par l'observatoire astronomique de Farra d'Isonzo. Il présente une orbite caractérisée par un demi-grand axe de 2,21 UA, une excentricité de 0,12 et une inclinaison de 3,5° par rapport à l'écliptique.

## Compléments